# Sokutai

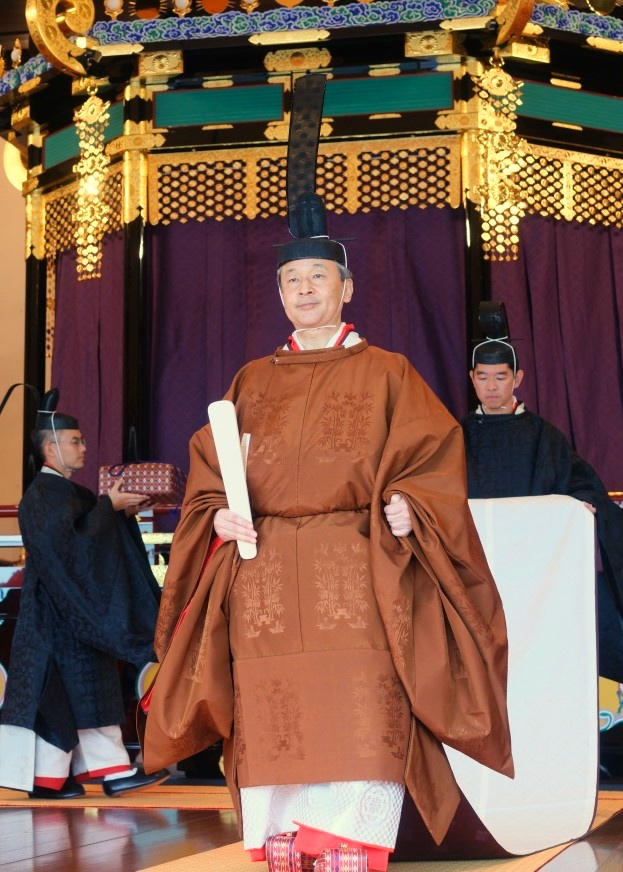
L'imperatore Naruhito indossa il sokutai durante la propria cerimonia di incoronazione, 22 ottobre 2019.

Il sokutai (束帯?) è un elegante e complesso abito indossato da cortigiani, aristocratici e dall'imperatore presso la corte giapponese.
Benché attualmente il sokutai sia caduto in disuso, la corte imperiale continua ad utilizzarlo in determinate occasioni, come matrimoni o cerimonie di incoronazione.